# Бер-ле-Шатель
Бер-ле-Шате́ль (фр. Beire-le-Châtel) — коммуна во Франции, находится в регионе Бургундия. Департамент коммуны — Кот-д’Ор. Входит в состав кантона Мирбо-сюр-Без. Округ коммуны — Дижон.
Код INSEE коммуны — 21056.

## Население
Население коммуны на 2010 год составляло 792 человека.
| 1962 | 1968 | 1975 | 1982 | 1990 | 1999 | 2010 |
| ---- | ---- | ---- | ---- | ---- | ---- | ---- |
| 520  | 502  | 539  | 552  | 539  | 620  | 792  |

## Экономика
В 2010 году среди 535 человек трудоспособного возраста (15—64 лет) 393 были экономически активными, 142 — неактивными (показатель активности — 73,5 %, в 1999 году было 76,3 %). Из 393 активных жителей работали 366 человек (187 мужчин и 179 женщин), безработных было 27 (18 мужчин и 9 женщин). Среди 142 неактивных 69 человек были учениками или студентами, 49 — пенсионерами, 24 были неактивными по другим причинам.